# Boris Rosing

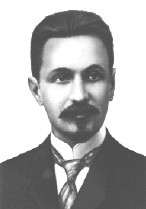
Boris Rosing

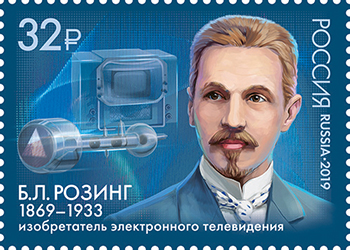
Rosing afgebeeld op een Russische postzegel uit 2019

Boris Lvovitsj Rosing (Russisch: Борис Львович Розинг) (Sint-Petersburg, 23 april 1869 – Archangelsk, 20 april 1933) was een Russisch natuurkundige en pionier op het gebied van televisie. In 1907 bedacht hij een televisiesysteem met een kathodestraalbuis als ontvanger.

## Biografie
Rosing voltooide in 1887 zijn gymnasiumopleiding met een gouden medaille (hoogste onderscheiding) en in 1891 een studie bij de natuur- en wiskunde faculteit van de universiteit van Sint-Petersburg met een diploma eerste graad. Aansluitend bleef hij bij de universiteit om zich voor te bereiden op een leerstoel en gaf hij les aan het Petersburgs Technologisch Instituut. In 1895 werd hij docent bij de Konstantinowski Artillerieschool. Tegelijk zette hij zich daadkrachtig in voor universitair onderwijs voor vrouwen en was hij docent bij de in 1906 begonnen technische cursussen voor vrouwen.
Op 26 november 1907 diende Rosing in Duitsland een octrooi voor zijn televisiesysteem in en later, op 2 maart 1911 met een verbeterde versie. Dit werd gevolgd door een demonstratie waarvan een verslag werd gepubliceerd in de Scientific American inclusief tekeningen en volledige beschrijving van de werking ervan.

## Televisie
Rosings uitvinding was een voortzetting op het ontwerp van Paul Nipkow en zijn mechanische systeem van draaiende lenzen en spiegels. Het systeem van Rosing bestond uit een mechanische camera, maar als ontvanger gebruikte hij de kathodestraalbuis die de Duits natuurkundige Karl Ferdinand Braun in 1897 had uitgevonden. Hoewel zijn systeem primitief was, was het beslist een van de eerste experimentele demonstraties waarbij de kathodestraalbuis werd ingezet voor televisiedoeleinden.
Een leerling van Rosing, Vladimir Zworykin, assisteerde hem bij zijn laboratoriumwerkzaamheden. De Russische revolutie dreef het duo uit elkaar en kwam er een einde aan hun samenwerking. Later zou deze Zworykin in de Verenigde Staten aan de wieg staan van een volledig elektronisch televisiesysteem.
Rosing zette zijn televisieonderzoek voort tot 1931. Wegens "financiering van contrarevolutionaire activiteiten" werd hij vastgezet en voor drie jaar verbannen naar de goelag Kotlas, een kleine stad in het hoge noorden. Op voorspraak van Sovjet- en buitenlandse wetenschappers werd hij in 1932 naar Archangelsk verplaatst, waar hij de leerstoel natuurkunde innam bij het bosbouwinstituut aldaar. Hij overleed in ballingschap in 1933 op 64-jarige leeftijd aan een hersenbloeding.
Op 15 november 1957 bepaalde het hoofdbureau van de Leningradse rechtbank dat de beschuldigingen tegen Rosing ongegrond waren en werd hij postuum gerehabiliteerd.